# Mario Beretta
Mario Beretta (* 30. Oktober 1959 in Mailand) ist ein ehemaliger italienischer Fußballspieler und heutiger -trainer.

## Spielerkarriere
Die spielerische Karriere von Mario Beretta war nur von kurzer Dauer. Er spielte lediglich bei der AC Pro Sesto.

## Trainerkarriere
1982 erhielt er im Alter von 23 Jahren seine erste Anstellung als Jugendtrainer bei dem Amateurverein ASD Abbiategrasso. Die folgenden 12 Jahre war er in derselben Funktion auch noch beim AC Monza Brianza und bei Como Calcio tätig. Nebenbei war er Lehrer am Istituto Leopardi in Mailand. Im Jahr 1994 erhielt Beretta dann seinen ersten Job als Trainer einer Männermannschaft, hier dem Amateurverein US Corsico. Ein Jahr später übernahm er das Team seines ehemaligen Clubs Pro Patria Calcio, die mittlerweile in der niedrigsten italienischen Profiliga, der Serie C spielten. Es folgten weitere Trainerstationen bei FBC Saronno, Como Calcio und AC Lumezzane, ehe er beim Varese FC anheuerte. Mit dieser Mannschaft erreichte Beretta die Play-offs zur Serie B, scheiterte jedoch im Halbfinale an AS Cittadella. 2002 wurde er als Trainer von Ternana Calcio eingestellt, was gleichbedeutend sein erster Job in der Serie B war. 
Zwei Jahre später trat er bei Chievo Verona in der Serie A die schwere Nachfolge des Erfolgstrainers Luigi Delneri an, der das Team nach der Aufstiegssaison sogleich in den UEFA-Pokal geführt hatte. Nach einem perfekten Start unter Beretta war Verona in der Saison 2004/05 zwischenzeitlich bis auf den dritten Tabellenplatz hinter Juventus Turin und den AC Mailand geklettert, doch nach und nach verschlechterten sich die Leistungen des Teams konstant. Drei Spieltage vor Saisonende war das Team nur noch Drittletzter und Beretta wurde durch seinen einstigen Assistenztrainer Maurizio D’Angelo ersetzt. In der darauf folgenden Saison trainierte er den FC Parma und erreichte den zehnten Platz. Durch den Fußball-Skandal in Italien 2005/06 rückte Parma jedoch auf den siebten Platz vor und qualifizierte sich somit für den UEFA-Pokal. Dennoch verließ Beretta den Verein und ging zum AC Siena, mit dem er über die gesamte Saison 2006/07 im Abstiegskampf steckte. Trotz Platz 14 und dem damit verbundenen Klassenerhalt wurde er am Saisonende entlassen, sein Nachfolger wurde Andrea Mandorlini.
Nur fünf Monate nach seiner Entlassung wurde Beretta am 12. November 2007 wieder als Trainer in Siena eingestellt. Trotz dem erneuten erfolgreichem Klassenerhalt verlängerte er seinen Vertrag nicht und wechselte zur Saison 2008/09 zum Erstligaaufsteiger US Lecce. Am 9. März 2009 wurde er noch vor dem Ende der Spielzeit wieder entlassen, da Lecce nach zuletzt 6 Spielen ohne Sieg nur noch auf dem 19. Tabellenplatz stand. Vom 29. November 2009 bis zum 10. Januar 2010 war Mario Beretta Trainer des FC Turin. Bereits nach 4 Spielen (3 Niederlagen, 1 Unentschieden) wurde er kurioserweise durch seinen Vorgänger Stefano Colantuono wieder abgelöst. Im Juni 2010 wurde er zum Cheftrainer des griechischen Erstligisten PAOK Thessaloniki ernannt. Am 22. Juli wurde bekannt, dass er seinen Posten nach nur einem Monat wieder räumen muss. Die Vereinsführung war mit seiner Saisonvorbereitung unzufrieden.
Am 6. Dezember 2010 wurde er als Cheftrainer bei Brescia Calcio vorgestellt.